# هال لي
هال لي (بالإنجليزية: Hal Lee)‏ هو لاعب كرة قاعدة أمريكي، ولد في 15 فبراير 1905 في Ludlow, Mississippi ‏ في الولايات المتحدة، وتوفي في 4 سبتمبر 1989 في باسكاغولا في الولايات المتحدة.

## وصلات خارجية
- هال لي على موقعبيزبول رفرنس.كوم (الدوري الرئيسي) (الإنجليزية)
- هال لي على موقعبيزبول رفرنس.كوم (الدوري الثانوي) (الإنجليزية)